# 상하이 패션 위크
상하이 패션위크(Shanghai Fashion Week)는 상하이에서 매년 두 차례 열리는 패션 행사로, 매번 7일간 진행되며 보통 한 달간 열리는 상하이 국제 패션 문화 축제의 일부이다. 이 행사는 2001년에 처음으로 열렸다.
중국 상무부의 지원을 받는 상하이 패션위크는 상하이 시정부가 주최하는 비즈니스 및 문화 행사이다. 점점 더 많은 젊은 디자이너와 모델들이 참여하는 상하이 패션위크는 국제적이고 전문적인 플랫폼을 구축하고 전 세계 최고의 디자인 인재를 유치하는 것을 목표로 하고 있다.

## 연간 행사
현재 상하이 패션 위크의 주최자는 중국 섬유 및 의류 네트워크의 중심에 있는 '상하이 섬유 그룹'이다. 상하이 패션 위크는 상하이에 있는 여러 국가의 영사관과 협력하여 많은 해외 디자이너를 초청하여 최신 작품을 선보인다. 중국을 타깃으로 하는 디자이너들을 위한 장이기도 하다.
패션 위크의 일환으로 개최되는 패션 트레이드 쇼인 모드 상하이는 중국의 광활한 지역과 시장에 대한 광범위한 창을 제공하는 동시에 해외 브랜드와 중국의 신진 디자이너의 수출 판매 채널을 제공한다. 2013년에 모드 상하이는 뉴욕에 본사를 둔 선도적인 패션 의류 전시회 제작사인 ENK 인터내셔널과 협력했다.

### 2013년
모드 상하이 2013은 2013년 3월 12일부터 14일까지 개최되었다. 상하이 푸동에 위치한 최첨단 상하이 신국제박람센터에서 약 25,000평 미터 규모로 개최되었다.

### 2016년
2016년 상하이 패션위크에서 컬렉션을 선보인 디자이너는 장나(장나), 모티 바이(모티 바이), 블랙 스푼(블랙 스푼), 씨제이 야오(씨제이. Yao), 모모 왕(모모 왕), 니콜 장(니콜 장), 장 다(바운드리스), 장 유하오(장 유하오), 머쉬룸 송(WMWM), 루 쿤(미쿰쿰), 카인 피켄과 피오나 라우(Ffixxed 스튜디오) 등이 참가했다.

## 참고자료
상하이 패션 위크 - 공식 웹사이트